# Napoli Piazza Cavour
Napoli Piazza Cavour (wł: Stazione di Napoli Piazza Cavour) – przystanek kolejowy w Neapolu, w regionie Kampania, we Włoszech. Znajdują się tu 2 perony. Na tej stacji zatrzymują się też pociągi linii 2 metra neapolitańskiego.